# Terminator 3: War of the Machines
Terminator 3: War of the Machines (англ. Терминатор 3: Война машин) — компьютерная игра в жанре шутера от первого лица, выпущенная в 2003 году. Частично основана на сюжете фильма «Терминатор 3: Восстание машин».

## Геймплей

Скриншот из игры

Игра по игровому процессу похожа на Counter-Strike и Battlefield.
Команды людей (англ. Tech-Com) и терминаторов (англ. Skynet) воюют друг против друга, стремясь за определённое время уничтожить как можно больше единиц противника. При этом обе стороны стараются захватить базы (ключевые точки), разбросанные по карте. Чем больше баз, тем больше очков набирает команда. Захват производится путём нахождения игрока на контрольной точке дольше пяти секунд. Если она уже была захвачена противником, то для разблокировки нужно продержаться дополнительные пять секунд. Обе команды имеют главные базы, не подверженные захвату, откуда начинают игру. Там игроки могут пополнить боеприпасы и восстановить здоровье.
Игроки могут общаться друг с другом посредством специального набора команд, а также через чат. Убитый игрок возвращается в игру через десять секунд. Однако перед этим он может сменить персонажа, вооружение или даже перейти на вражескую сторону.
Для одиночной игры достаточно выбрать карту, других настроек нет. С каждой стороны по шесть противников и отводится 20 минут времени. Побеждает та команда, у которой будет больше очков за захват и контроль баз.
В многопользовательской игре настроек гораздо больше. Можно выставлять любое время, подключить с каждой стороны до 32 игроков (если соотношение сил равное, то по 16), настраивается количество ботов и уровень их интеллекта. Появляется ещё два режима: миссия (оборона людьми одной базы) и deathmatch (базы отсутствуют, очки набираются только за уничтожение противника). Сетевая игра обеспечивается службой GameSpy.
Всего в игре десять персонажей со своим набором вооружения, преимуществами и недостатками. Также имеется несколько видов многоместного транспорта с дополнительной огневой точкой.
Доступно 12 карт. Три карты воссоздают локации из третьего фильма во время Судного дня в 2004 году, причём две из них имеют версии уже разрушенные войной. Остальная часть представляет собой полуразрушенный Лос-Анджелес в 2029 году.

## Отзывы
| Сводный рейтинг    | Сводный рейтинг     |
| Агрегатор          | Оценка              |
| ------------------ | ------------------- |
| GameRankings       | 27,67 % (9 отзывов) |
| Metacritic         | 25/100 (6 отзывов)  |
| Иноязычные издания |                     |
| Издание            | Оценка              |
| GameSpot           | 2/10                |
| GameSpy            | [ 4 ]               |
| PC Gamer (US)      | 21 %                |
| PC Format          | 34 %                |

Большинство критиков отозвались об игре отрицательно. Сайт Game Rankings оценил игру всего на 27,67 %, а Metacritic на 25 %.
Джейми Мадиган из GameSpy назвал игру «плохой имитацией Battlefield 1942», отметив плохую организацию матчей и отсутствие выделенных серверов для онлайн-игры.